# Pierre Damien Habumuremyi
Pierre Damien Habumuremyi (ur. 21 lutego 1961 w Ruhondo) – rwandyjski polityk, minister edukacji w 2011, premier Rwandy od 7 października 2011 do 23 lipca 2014.

## Życiorys
Pierre Damien Habumuremyi urodził się w 1961 w Ruhondo, położonym w dystrykcie Musanze w Prowincji Północnej. W 1992 ukończył socjologię (licencjat) na Uniwersytecie Lubumbashi w Demokratycznej Republice Konga. W następnym roku ukończył studia podyplomowe na Université Paris II Panthéon-Assas w Paryżu. W 2003 zdobył stopień magistra nauk politycznych na Uniwersytecie Wagadugu w Burkina Faso. W 2006 podjął tam studia doktorskie w zakresie zarządzania kryzysowego. 
W latach 1993–1999 był asystentem profesora na Narodowym Uniwersytecie Rwandy oraz wykładowcą na Uniwersytecie Lubumbashi i Université libre de Kinshasa. Od 1995 do 1997 pracował w firmie GTZ-Kigali. W latach 1997–2000 był zaangażowany w działalność międzynarodowej organizacji humanitarnej Catholic Relief Services. 
Od 2000 do 2003 zajmował stanowisko zastępcy sekretarza wykonawczego Narodowej Komisji Wyborczej Rwandy, a następnie od 2003 do 2008 był jej sekretarzem wykonawczym. W latach 2008–2011 pełnił mandat deputowanego do Zgromadzenia Legislacyjnego Afryki Wschodniej. W 2011 objął funkcję ministra edukacji w rządzie premiera Bernarda Makuzy. 
6 października 2011, po mianowaniu Bernarda Makuzy przez prezydenta Paula Kagame na urząd senatora, został desygnowany na stanowisko nowego szefa rządu. 7 października 2011, wraz z gabinetem, został zaprzysiężony. 
Pierre Damien Habumuremyi uczestniczył w ponad 25 międzynarodowych konferencjach oraz w ponad 50 międzynarodowych wyborczych misjach obserwacyjnych w Afryce, Azji oraz Ameryce Łacińskiej. Jest żonaty, ma pięcioro dzieci.